# Comunicazione orientata alla connessione
La comunicazione orientata alla connessione (in inglese: Connection oriented communication), è una modalità di comunicazione dati tramite la quale i dispositivi terminali usano un protocollo di comunicazione per stabilire una connessione logica o fisica end-to-end tra gli agenti della comunicazione prima della trasmissione di qualsiasi tipo di dato. Si contrappone invece ad una comunicazione senza connessione.

## Descrizione
I protocolli di rete orientati alla connessione in senso logico offrono spesso servizi affidabili, che richiedono una conferma o riscontro del successo nella trasmissione/ricezione dei pacchetti dati e funzionalità automatiche di richiesta di ritrasmissione in caso di pacchetti mancanti/persi o corrotti da errori (es. TCP).
La comunicazione a commutazione di circuito (caso tipico della rete telefonica pubblica, ISDN e SONET/SDH) è invece un esempio di comunicazione orientata alla connessione in senso fisico, cioè con un percorso fisico di collegamento di tipo statico e predeterminato, negoziato con l'instaurazione della connessione stessa prima della trasmissione dei dati. In tal caso tale comunicazione fornisce garanzie di ampiezza di banda e ritardo (latenza) costante durante l'intera trasmissione.
Un protocollo di livello di trasporto orientato alla connessione in senso logico come TCP può basarsi su un protocollo di livello di rete senza connessione in senso fisico (come IP).

### Esempi
Esempi di modalità di comunicazione a pacchetto orientata alla connessione sono: 
- Transmission Control Protocol (TCP)
- X.25
- X.400
- Frame Relay
- GPRS
- Asynchronous Transfer Mode
- Multi Protocol Label Switching